# Jane Pemberton Small

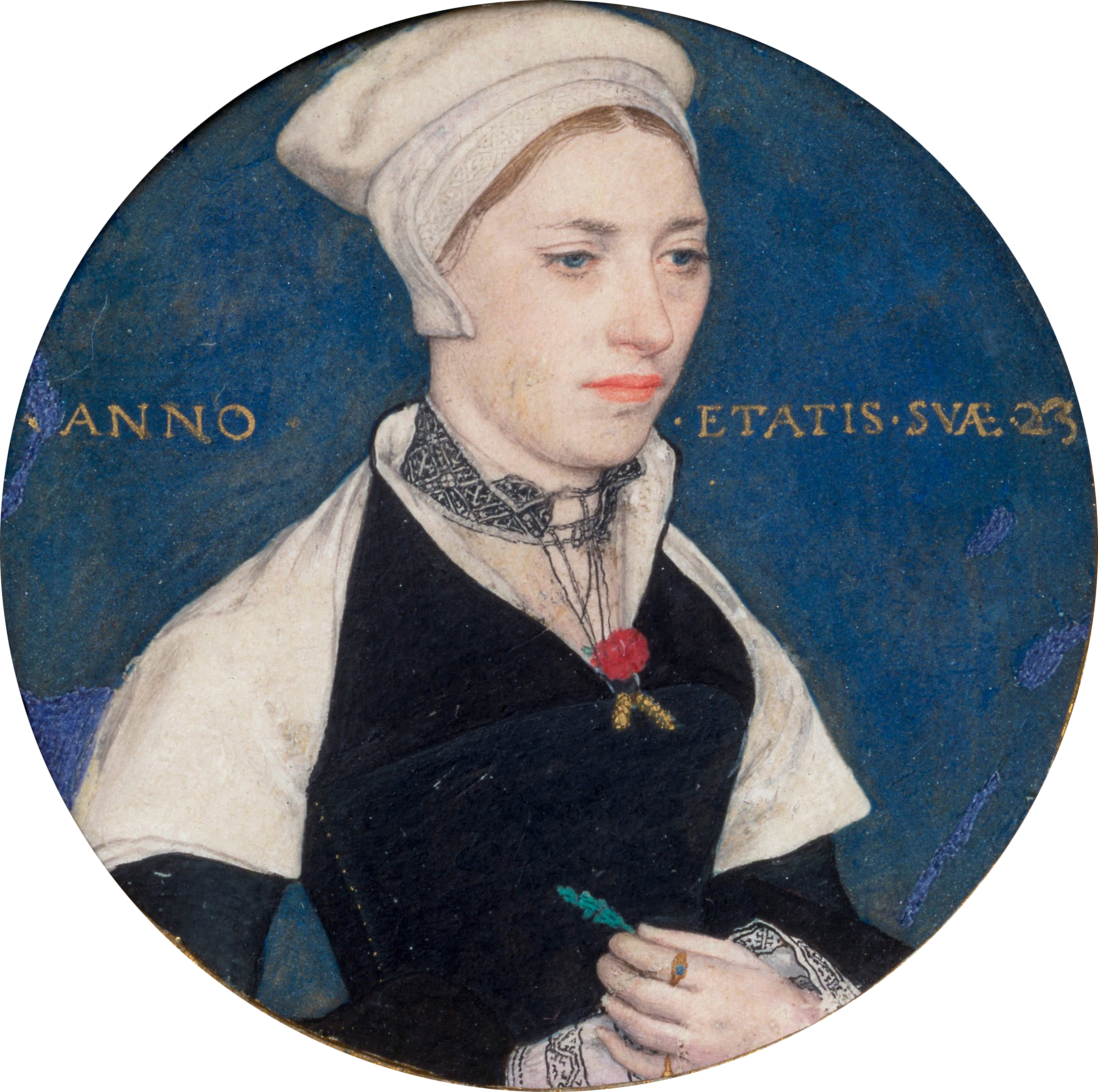
Retrato de Jane Small, c. 1540, de Hans Holbein el Joven, Museo de Victoria y Alberto núm. P.40&A-1935.

Jane Small ( c. 1518-1602) era hija de Christopher Pemberton, un caballero de Northamptonshire. Es conocida por un retrato en miniatura del famoso artista alemán Hans Holbein el Joven, pintado alrededor de 1540. Holbein era conocido como pintor de la corte inglesa, donde sus pinturas incluían retratos del rey Enrique VIII y varias de sus esposas.

## Vida
Jane Pemberton se casó con Nicholas Small, un pañero (comerciante de telas) de Londres, probablemente alrededor de 1540.  Fue por esta época cuando se encargó el retrato a Holbein. Nicholas Small murió en el invierno de 1565/66,  y Jane se volvió a casar al año siguiente con Nicholas Parkinson. Su nuevo marido pasó a ser maestro de la Compañía de Pañeros en 1578/79.  Parkinson murió en el invierno de 1581/82. En ese momento Jane vivía en Paddington, en la rectoría, una casa lo suficientemente grande como para haber sido alquilada a Sir John Popham, el fiscal general, en la década de 1580.  Jane también tenía un contrato de arrendamiento sobre 'The Hand', una propiedad en Thames Street, junto al río Támesis en Londres. Más tarde vivió con sus hijas y prefirió que la llamaran Jane Small. Murió en mayo de 1602 mientras estaba con su nieta en Warwickshire, pero se desconoce su lugar de enterramiento. 

## Familia
Tuvo seis hijos con Nicholas Small. Después de que su segundo marido muriera intestado, su hijo mayor, Matthew Small, heredó, pero sólo después de una audiencia judicial ante la Cámara Estrellada. Una hija menor, Elizabeth, se casó con Jasper More de Shropshire. La nieta de Jane, Katherine More, centró un extraño incidente entre ella y su esposo Samuel More entre 1616 y 1620. Durante este tiempo, su marido acusó a Katherine de haber cometido adulterio con un amante de toda la vida y haber dado a luz a cuatro hijos de él. Numerosos procesos judiciales culminaron en 1620 cuando sin el conocimiento de ella, Samuel More colocó a los cuatro niños con los peregrinos en el Mayflower justo antes de zarpar hacia América del Norte. Poco después de la llegada del Mayflower a Estados Unidos, durante el primer duro invierno, tres de los cuatro niños murieron. Sólo sobrevivió Richard More.  

## Retrato
La importancia histórica de Jane Small deriva de su excelente retrato en miniatura de Hans Holbein el Joven. Ha sido identificada por un escudo de armas pintado en una pieza separada de vitela en la parte posterior de la miniatura, el de Robert Pemberton de Lancashire y de Rushden, Northamptonshire, que murió en 1594. El blasón está fechado en 1566 pero fue pintado en el siglo XVII. Al principio, los estudiosos supusieron que la modelo era Margaret Throckmorton (m. 1576), esposa de Robert Pemberton, que tenía conexiones con la corte.  
La sencillez de la vestimenta de la modelo refleja su estatus relativamente modesto; la mayoría de las mujeres inglesas que pintó Holbein estaban adscritas a la corte. La inscripción en letras doradas registra que la modelo tenía veintitrés años en ese momento, pero la fecha de la pintura no se conoce con certeza al no constar. Se ha sugerido que el retrato pudo haber sido encargado para conmemorar su compromiso.  Se la muestra luciendo un clavel, un símbolo de compromiso, y sosteniendo una hoja o ramita. El retrato de Holbein, con su rico fondo azul, contornos nítidos y ausencia de sombras, sigue las convenciones del género. Estas miniaturas se llevaban como una joya.

En sus últimos años, Holbein elevó el arte del retrato en miniatura a su primer pico de brillantez.  Sus cuadros de gran tamaño siempre habían tenido una precisión de miniatura. Aplicó esta habilidad a la forma más pequeña, conservando su monumentalidad efectiva.  Su retrato en miniatura de Jane Small se considera una obra maestra del género. En opinión del historiador del arte Graham Reynolds:
"[Holbein] retrata a una mujer joven cuya sencillez apenas se ve aliviada por su sencillo traje de materiales en blanco y negro y, sin embargo, no cabe duda de que este es uno de los grandes retratos del mundo. Con notable objetividad, Holbein no ha añadido nada de sí mismo ni ha quitado nada a la imagen de su modelo; la ha visto aparecer solemnemente a la fría luz de su sala de pintura". 

1. 
2. 
3. 
4. 
5. 
6. 
7. 
8. 

- Campbell, Lorne (1990). «Holbein's miniature of Jane Pemberton – a further note». The Burlington Magazine 132 (1044): 213–214.
- Foister, Susan. Holbein in England, Londres: Tate, 2006. ISBN 1854376454.
- Jackson, Anna (ed.). V&A: A Hundred Highlights. Londres: Victoria and Albert Museum Publications, 2001, ISBN 1851773657.
- Reynolds, Graham. English Portrait Miniatures. Cambridge: Cambridge University Press, 1988. ISBN 0521339200.
- Rowlands, John. Holbein: The Paintings of Hans Holbein the Younger. Boston: David R. Godine, 1985. ISBN 0879235780.
- Strong, Roy. Artists of the Tudor Court: the Portrait Miniature Rediscovered, 1520–1620. London: Thames & Hudson/Victoria & Albert Museum, 1983. ISBN 0905209346.